# Krádež

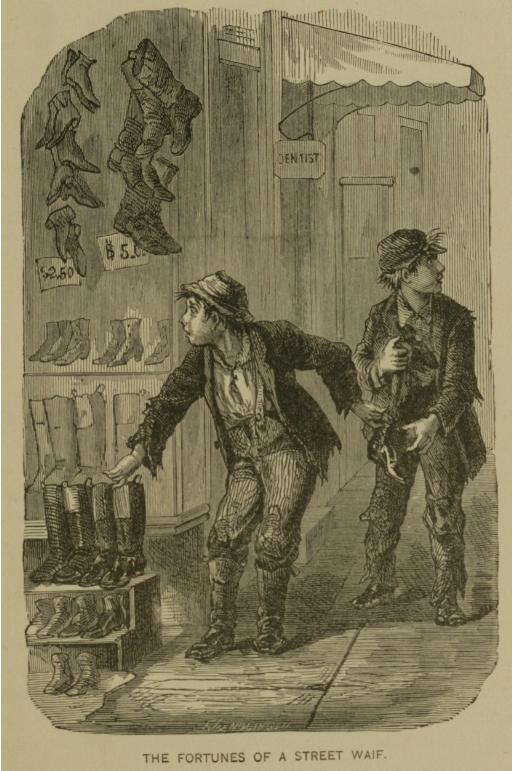
Historické vyobrazení krádeže bot

Krádež (také odcizení, nezaměňovat se zcizením) je obecně neoprávněné přisvojení si cizí věci či hodnoty. Právní řády všech[zdroj?] zemí ji hodnotí jako trestný čin, přičemž ovšem v řadě z nich jsou vyčleněny jako zvláštní trestné činy různé speciální případy přisvojení si cizích věcí či hodnot, jako jsou např. zpronevěra či podvod.

## Charakteristika
Některé formy přisvojení cizího majetku mohou být v některých obdobích či společnostech zákonem či zvykovým právem tolerovány či podporovány. Ty pak v tomto kontextu nejsou, minimálně z právního hlediska, chápány jako krádež (konfiskace, válečná kořist). Morální pohled nebo pohled různých skupin se také může od právního pohledu v některých případech a dobách lišit.
U živočichů se takové chování nazývá kleptoparazitismus. Chorobná a nezadržitelná touha po odcizování věcí je psychická porucha zvaná kleptomanie. Osoba páchající krádež se běžně nazývá zloděj. Krádež, při které pachatel usiluje o získání cizí věci násilím či pod pohrůžkou okamžitého vykonání násilí, se nazývá loupež.

## Krádež podle zákonů České republiky

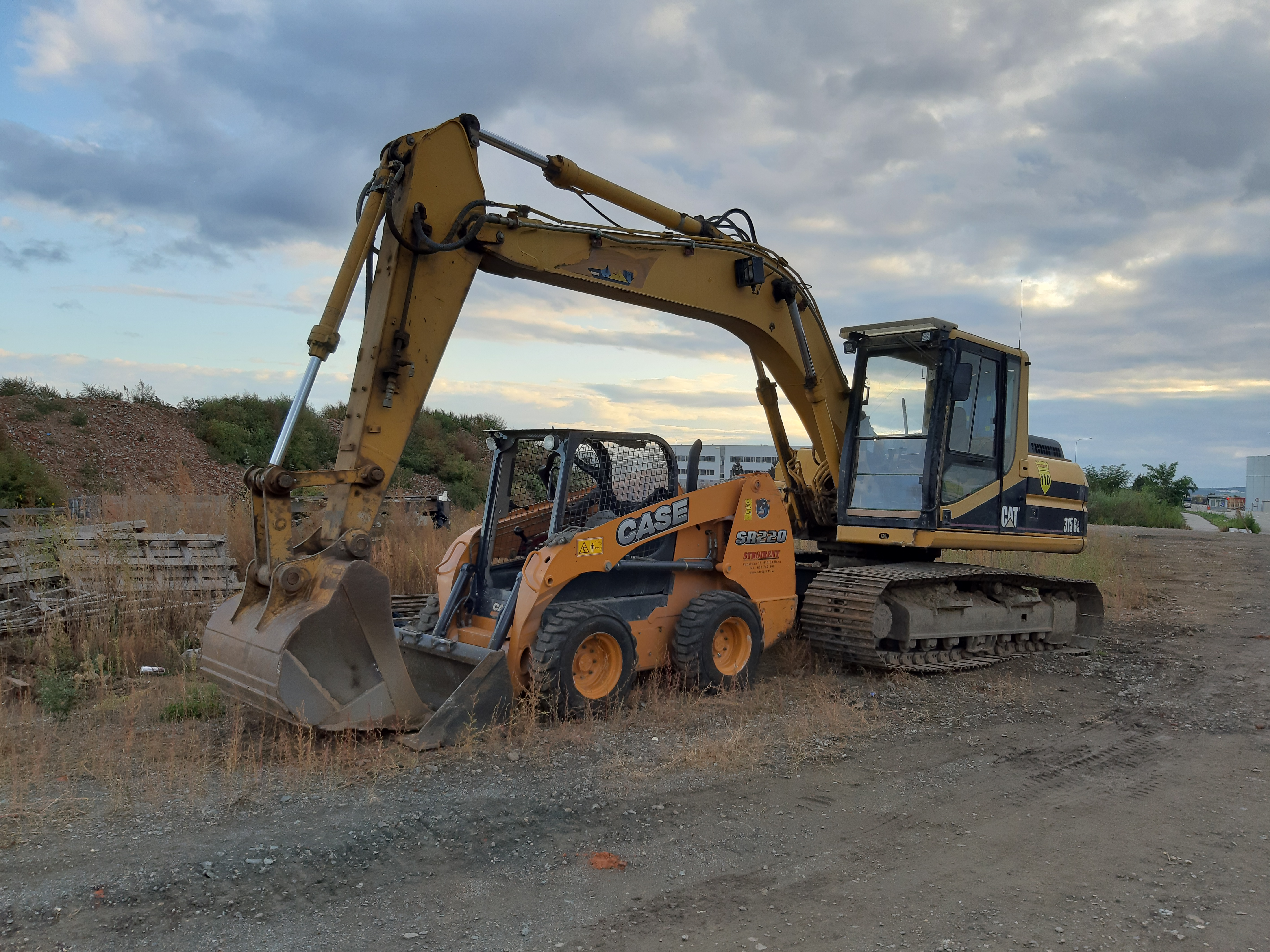
Zajištění stavební techniky proti zlodějům

Trestní zákoník (č. 40/2009 Sb.) pojednává o krádeži v § 205:
§ 205 Krádež
(1) Kdo si přisvojí cizí věc tím, že se jí zmocní, a
a) způsobí tak na cizím majetku škodu nikoliv nepatrnou,
b) čin spáchá vloupáním,
c) bezprostředně po činu se pokusí uchovat si věc násilím nebo pohrůžkou bezprostředního násilí,
d) čin spáchá na věci, kterou má jiný na sobě nebo při sobě, nebo
e) čin spáchá na území, na němž je prováděna nebo byla provedena evakuace osob,
bude potrestán odnětím svobody až na dvě léta, zákazem činnosti nebo propadnutím věci nebo jiné majetkové hodnoty.
(2) Kdo si přisvojí cizí věc tím, že se jí zmocní, a byl za takový čin v posledních třech letech odsouzen nebo potrestán, bude potrestán odnětím svobody na šest měsíců až tři léta.
(3) Odnětím svobody na jeden rok až pět let nebo peněžitým trestem bude pachatel potrestán, způsobí-li činem uvedeným v odstavci 1 nebo 2 větší škodu.
(4) Odnětím svobody na dvě léta až osm let bude pachatel potrestán,
a) spáchá-li čin uvedený v odstavci 1 nebo 2 jako člen organizované skupiny,
b) spáchá-li takový čin za stavu ohrožení státu nebo za válečného stavu, za živelní pohromy nebo jiné události vážně ohrožující život nebo zdraví lidí, veřejný pořádek nebo majetek, nebo
c) způsobí-li takovým činem značnou škodu.
(5) Odnětím svobody na pět až deset let bude pachatel potrestán,
a) způsobí-li činem uvedeným v odstavci 1 nebo 2 škodu velkého rozsahu, nebo
b) spáchá-li takový čin v úmyslu umožnit nebo usnadnit spáchání trestného činu vlastizrady (§ 309), teroristického útoku (§ 311) nebo teroru (§ 312).
(6) Příprava je trestná.

§ 205 zákona č. 40/2009 Sb. trestní zákoník
Zákon o některých přestupcích (251/2016 Sb.) v § 8 stanoví, že fyzická osoba, právnická osoba nebo podnikající fyzická osoba se dopustí přestupku tím, že úmyslně způsobí škodu na cizím majetku krádeží, zpronevěrou, podvodem nebo zničením nebo poškozením věci z takového majetku, přičemž i pokus takového přestupku je trestný a v případě, že pachatelem je fyzická osoba, se přestupku dopustí též organizátor, návodce nebo pomocník. Za přestupek lze uložit pokutu do 50 000 Kč, a je-li některý z přestupků příslušných odstavců přestupkového zákona spáchán opakovaně po nabytí právní moci rozhodnutí o přestupku podle stejného odstavce, uloží se pokuta do 70 000 Kč. Za přestupek lze uložit též omezující opatření. Řízení o přestupku spáchaném mezi osobami blízkými lze zahájit a v již zahájeném řízení pokračovat pouze se souhlasem osoby přímo postižené spácháním přestupku.